# Kodè
Kodè è un arrondissement del Benin situato nella città di Adjohoun (dipartimento di Ouémé) con 6.053 abitanti (dato 2006).